# أذن الفأر المخطط
أذن الفأر المخطط أو آذان الفار البري(الاسم العلمي:Myosotis stricta) هو نوع من النباتات يتبع جنس أذن الفأر من الفصيلة الحمحمية.